# Водоспад Гаварні
Водоспад Гаварні — водоспад, розташований на річці Гав-де-По у Центральних Піренеях Франції. Розташований на висоті 1600 м. Вода спадає з висоти 422 м, утворюючи 12 водостоків.
Водоспад Гаварні знаходиться у центральній частині цирку Гаварні, що являє собою півколо скель протяжністю близько 14 км. Води водоспаду витікають з джерел, що знаходяться на території національного парку Айгуес-Тортес-і-Лаго-Сан-Маурісіо (Іспанія). Біля підніжжя вони стікають у потік Гав-де-Гаварні, який утворює гірську річку Гав-де-По.
На водоспаді розташована ГЕС. Він є об'єктом туризму.